# Устав АСЕАН
Устав АСЕАН — конституция Ассоциации государств Юго-Восточной Азии (АСЕАН). Намерение составить проект конституции было формально вынесено на обсуждение на 11-й встрече на высшем уровне АСЕАН, проведённой в декабре 2005 года в Куала-Лумпуре. Группе из десяти лидеров АСЕАН, по одному от каждого государства-члена, названной «Группа выдающихся людей АСЕАН», поручили произвести рекомендации по составлению проекта устава. На 12-й встрече на высшем уровне АСЕАН, прошедшей в январе 2007 года в Себу, были обнародованы несколько основных предложений. Лидеры АСЕАН, поэтому, согласились во время саммита учредить «целевую группу высокого уровня на составлении проекта Устава АСЕАН», составленную из 10 правительственных чиновников высокого уровня от десяти государств-членов. В течение 2007 года эта группа провела 13 встреч. Некоторые из предложений включали отказ от политики невмешательства, основной политики ассоциации начиная с её формирования в 1960-х, и учредить орган по защите прав человека.
Устав был подписан на саммите АСЕАН в Сингапуре в 2007 году.
15 декабря 2008 года в Джакарте прошла церемония вступления в силу Устава.